# 阳春红淡比
阳春红淡比（学名：Cleyera yangchunensis），为山茶科红淡比属下的一个种。

## 扩展阅读
維基物種上的相關：阳春红淡比